# Rain on Me (canção de Lady Gaga e Ariana Grande)
"Rain on Me" é uma canção das cantoras norte-americanas Lady Gaga e Ariana Grande, lançada como o segundo single do sexto álbum de estúdio de Gaga, Chromatica (2020). A música chegou ao topo da Official Singles Charts do Reino Unido e também da Billboard Hot 100, fazendo com que Ariana Grande se tornasse a primeira artista a debutar 4 vezes no topo da parada e fazendo também com que Gaga se juntasse a Beyoncé e Mariah Carey como as únicas artistas a alcançar o topo da Hot 100 em três décadas consecutivas: 2000, 2010 e 2020. A canção ganhou a categoria de Melhor Performance Pop de Grupo/Dupla no Grammy Awards de 2021, sendo a primeira colaboração feminina na história a ganhar esse prêmio.

## Antecedentes e lançamento
Logo após Gaga anunciar o lançamento de seu álbum Chromatica, começaram a circular na internet rumores de que a existência de uma suposta colaboração com a cantora Ariana Grande, supostamente intitulada "Rain on Me", seria lançada em 3 de abril de 2020, uma semana antes do lançamento do álbum. Embora Gaga não tenha mencionado diretamente Grande como colaboradora, ela comentou em certas entrevistas que o álbum tinha várias colaborações, uma delas com "uma estrela pop feminina que sofreu um imenso trauma diante do público em geral". Assim sendo, vários meios de comunicação especularam sobre o ataque de Manchester em 2017, que ocorreu durante um concerto do Dangerous Woman Tour, de Grande, em 2017.
Em 22 de abril de 2020, Gaga revelou a lista de faixas do Chromatica, onde foi confirmado que Grande havia realmente colaborado em uma música intitulada "Rain on Me". Quase um mês depois, em 15 de maio, Gaga anunciou através de suas redes sociais que "Rain on Me" seria lançada como segundo single do Chromatica no dia 22 do mesmo mês, uma semana antes do lançamento do álbum. Com isso, ela também revelou a capa do single, onde Gaga está deitada no chão de uma caverna, com Grande a observando de baixo, enquanto ambas vestem roupas estilo punk.

## Composição
"Rain On Me" foi escrita por Lady Gaga e Ariana Grande com o apoio de Nija Charles, Rami Yacoub, Boys Noize, BloodPop, Burns e Tchami, e foi produzida pelos três últimos. Segundo Gaga, a letra da música fala sobre "celebrar todas as lágrimas", referindo-se ao trauma que pode ser vivido ao longo da vida. Da mesma forma, ele mencionou que também é uma metáfora para o consumo de álcool, uma vez que geralmente recorre a ele para superar seus problemas. "Rain On Me" é uma música de gênero dance-pop e synthpop, com elementos de disco e house music. Dura três minutos e dois segundos e é a quarta música de Chromatica (2020). Foi descrito como "uma música pop empoderadora sobre perseverar na adversidade, curar e encontrar beleza na dor, no colapso e na vida". Tanto Gaga quanto Grande mencionaram que é um assunto mais "feliz" do que costumam fazer.

## Desempenho nas tabelas musicas

### Posições
| Tabela musical (2020)                             | Melhor posição |
| ------------------------------------------------- | -------------- |
| Argentina (Argentina Hot 100)                     | 50             |
| Austrália (ARIA)                                  | 2              |
| Áustria (Ö3 Austria Top 40)                       | 8              |
| Alemanha (GfK Entertainment Charts)               | 9              |
| Bélgica (Ultratop 50 de Flandres)                 | 5              |
| Bélgica (Ultratop 40 da Valônia)                  | 14             |
| Brasil (Top 100 Brasil)                           | 55             |
| Brasil (Pro-Música Brasil)                        | 16             |
| Brasil (UBC)                                      | 2              |
| Bulgária (PROPHON)                                | 2              |
| Canadá (Canadian Hot 100)                         | 1              |
| Canadá (Billboard AC)                             | 25             |
| Canadá (Billboard CHR/Top 40)                     | 8              |
| Croácia (HRT)                                     | 1              |
| Chéquia (Singles Digitál Top 100)                 | 4              |
| Coreia do Sul (Gaon)                              | 128            |
| Dinamarca (Tracklisten)                           | 14             |
| Estados Unidos (Billboard Hot 100)                | 1              |
| Estados Unidos (Billboard Adult Contemporary)     | 24             |
| Estados Unidos (Billboard Adult Pop Songs)        | 9              |
| Estados Unidos (Billboard Dance/Electronic Songs) | 1              |
| Estados Unidos (Billboard Mainstream Top 40)      | 12             |
| El Salvador (Monitor Latino)                      | 12             |
| Espanha (PROMUSICAE)                              | 8              |
| Escócia (Official Charts Company)                 | 1              |
| Eslováquia (IFPI)                                 | 4              |
| Finlândia (Suomen virallinen lista)               | 4              |
| França (SNEP)                                     | 12             |
| Grécia (IFPI)                                     | 1              |
| Hungria (Stream Top 40)                           | 4              |
| Irlanda (IRMA)                                    | 1              |
| Israel (Media Forest)                             | 1              |
| Itália (FIMI)                                     | 5              |
| Japão (Japan Hot 100)                             | 8              |
| Lituânia (AGATA)                                  | 2              |
| Malásia (RIM)                                     | 2              |
| México (AMPROFON)                                 | 4              |
| Noruega (VG-lista)                                | 7              |
| Nova Zelândia (NZ Top 10 Heatseekers)             | 2              |
| Países Baixos (Dutch Top 40)                      | 7              |
| Países Baixos (Mega Single Top 100)               | 9              |
| Panamá (Monitor Latino)                           | 9              |
| Paraguai (Monitor Latino)                         | 10             |
| Polónia (Polish Airplay Top 5)                    | 10             |
| Portugal (AFP)                                    | 5              |
| Reino Unido (UK Singles Chart)                    | 1              |
| Singapura (RIAS)                                  | 1              |
| Suécia (Sverigetopplistan)                        | 8              |
| Suíça (Schweizer Hitparade)                       | 5              |

## Históricos de lançamentos
| Região         | Data               | Formatos                   | Gravadora  | Ref.   |
| -------------- | ------------------ | -------------------------- | ---------- | ------ |
| Várias         | 22 de maio de 2020 | Download digital streaming | Interscope |        |
| Estados Unidos | 26 de maio de 2020 | Rádios mainstream          | Interscope | [ 44 ] |